# Ránki György (zeneszerző)
Ránki György (született Reisz György) (Budapest, 1907. október 30. – Budapest, 1992. május 22.) Kossuth-díjas magyar zeneszerző.

## Élete, munkássága
Budapest VI. kerületében született dr. Reisz Frigyes vegyész és Hőnig Rozália Szidónia (1875–1945) gyermekeként zsidó családban. 1912-ben édesapjával együtt az óbudai református egyházközség lelkésze által kiállított kivonat szerint a református vallásra tértek ki. Kodály Zoltánnál tanult zeneszerzést 1926–1930 között a Liszt Ferenc Zeneművészeti Főiskolán. Ezután népzenei tanulmányokat folytatott Lajtha László mellett a Néprajzi Múzeumban. 1947–48-ban a Magyar Rádió zenei osztályát vezette, majd 1948–49-ben Párizsban és Londonban élt.
Sokoldalú zeneszerző volt, aki nem tett különbséget műfajok között. Nézete szerint minden műfajban lehet értékeset és értéktelent alkotni. Írt operát, musicalt, balettet, filmzenét, kísérőzenét színházi előadások és a rádiójátékok számára, zenekari és kamarazenei műveket, dalokat. Legnépszerűbb, és egyben legismertebb műve a Pomádé király új ruhája című opera, amelynek a szövegét – Andersen Nexö meséje nyomán – Károlyi Amy írta a Magyar Rádió felkérésére (később a mű zenei anyagából két szvitet is összeállított). Az Operaházban 1953. június 6-án mutatták be. Ugyancsak népszerű műve az Egy szerelem három éjszakája című musical, amelynek szövegét Hubay Miklós és Vas István írták, film- és televízióváltozat is készült belőle. Komponált misztériumoperát Az ember tragédiája témájára, Madách Imre drámája nyomán (1970), de írt operát Weöres Sándor A holdbéli csónakosára, Chitz Klára ifjúsági regénye nyomán pedig Muzsikus Péter címmel gyermekoperát. A Magyar Rádió is rendszeresen foglalkoztatta, egyik gyermek-musicalje, A győztes ismeretlen címmel, rádiójáték formájában hangzott el a Kossuth Rádióban. Érdekessége, hogy a még fiatalnak mondható Magyar Rádió Gyermekkórusának tagjai voltak a szereplők.
Kantátát is komponált, például József Attila A város peremén című versére, oratóriumot Radnóti Miklós À la recherche című verse alapján. Filmzenéi közül megemlítendő Macskássy Gyula Két bors ökröcske című rajzfilmjéhez, a Keleti Márton rendezte Két vallomás című, 1962-ben forgatott darabjához és a Körhintához, Fábri Zoltán híres filmjéhez írt zenéje.
Munkásságát számos kitüntetéssel ismerték el, halála előtt három nappal kapta meg életművéért a Magyar Köztársasági Érdemrend középkeresztjét.

## Díjai, elismerései
- Erkel-díj (1952 – I. fokozat, 1957 – II. fokozat)
- Kossuth-díj (1954, a Pomádé királyért)
- Érdemes művész (1963)
- Munka Érdemrend arany fokozat (1967)
- Pro Arte díj (1970)
- Szocialista Magyarországért érdemrend (1977)
- Bartók–Pásztory-díj (1987)
- Kiváló művész (1988)
- A Magyar Köztársasági Érdemrend középkeresztje (1992)

## Főbb művei

### Operák
- Pomádé király új ruhája (Hans Christian Andersen meséjének nyomán Károlyi Amy szövegére) (1953)
- Az ember tragédiája (Madách Imre tragédiájára) (1970)
- A holdbéli csónakos (Weöres Sándor művére) (1979)

Az opera I. felvonásának részleteit 1. Bevezető, 2. Kettős (Dorombolva jön az este), 3. Paprika Jancsi szerenádja, 4. A holdbéli csónakos és Pávaszem kettőse, 5. Az I. felvonás fináléja a Hungaroton kiadásában, LP-n megjelentették, 1979-ben. Az előadók: Komarniczki Zita, Gregor József, Rozsos István, Győrgyfi József, Terebessy Éva, Bede-Fazekas Csaba, Hantos Gábor, Póka Balázs, a Győri Kisfaludy Színház zenekarát Csala Benedek vezényelte, a cimbalmon közreműködött Fábián Márta
- Muzsikus Péter Hangszerországban – gyermekopera (Chitz Klára ifjúsági regénye alapján Romhányi József szövegével)
- Quo vadis (1979)

### Operett
- Hölgyválasz (operett 3 felvonásban) szöveg: Cseres Tibor novellájából írta Innocent Vincze Ernő és Török Rezső (Budapest, 1958. október 12.)

### Musical
- Egy szerelem három éjszakája – dalszöveg: Vas István, szövegkönyv: Hubay Miklós (Petőfi Színház, 1961. január 12.)

### Oratóriumok
- 1944 Cantus urbis (Radnóti Miklós)
- Ének a városról (Déry Tibor), 1972
- Káin és Ábel, 1992

### Balettek
- Cirkusz – Fantasztikus álomjelenetek öt képben, előjátékkal (szimfonikus táncdráma Karinthy Frigyes novellája nyomán), (1965)
- Varázsital(1975)
- Pázmán lovag (Arany János nyomán) (1956)

### Zenekari művek, versenyművek
- Két szimfónia
- Brácsaverseny
- Concertino cimbalomra és zenekarra
- 1514 zongorára és zenekarra

### Kamarazene
- Vonósnégyes
- A hétfejű sárkány szerenádja
- 1960 Pentaerophonia

### Húsz színpadi zene
- Ki a győztes – Gyermekdaljáték, Hárs László Győztes kerestetik című könyvéből. (Reggeli torna. Itt van már a zsűri. Milyenek a lányok…)

### Ötven filmzene
- Édes Anna
- Két vallomás (benne a Párizsban szép a nyár című keringő)
- Körhinta
- Hattyúdal (benne a slágerré vált Villa Negra románca című filmbetét)
- A kiskakas gyémánt félkrajcárja
- A beszélő köntös
- Két bors ökröcske
- Mekk Elek, az ezermester
- Zsoltár gyermekhangra
- Utazás a koponyám körül
- A Pendragon legenda (1974)

Megzenésítések leánya, Ránki Katalin verseire:
- Emberiség
- Invokáció a kék madárhoz
- Két karodban
- Óda a természethez
- Régmúlt időkben merültem
- The Poet´s Song

Pedagógiai művek, népdalfeldolgozások, kórusok stb.

## Diszkográfia
- 1973 – Zeneművek a főváros egyesítésének 100. évfordulójára. Hungaroton SLPX 11699 (közreműködő)
- 1988 – A Rádiózenekar fúvósötöse. Radioton SLPX 31084 (közreműködő)
- 1995 – Kortárs magyar fúvószene. Hungaroton HCD 31612 (közreműködő)
- 1996 – Magyar zeneszerzők rézfúvós kamarazenéje. Hungaroton HCD 31680 (közreműködő)
- 1997 – Kortárs magyar szerzők művei cimbalomra. Hungaroton HCD 31669 (közreműködő)
- 1997 – Kortárs magyar zene trombitára és hárfára. Hungaroton HCD 31734 (közreműködő)
- 2001 – Ránki György: Pomádé király új ruhája. Hungaroton HCD 31971 (saját)